# Bremer voetbalkampioenschap 1909/10
In 1909/10 werd het elfde Bremer voetbalkampioenschap gespeeld, dat georganiseerd werd door de Noord-Duitse voetbalbond. Werder Bremen werd kampioen en nadat ze ook de Bremerhavense kampioen Geestemünde versloegen namen ze deel aan de Noord-Duitse eindronde. De club versloeg SC Frisia 03 Wilhelmshaven en Eintracht Braunschweig en verloor dan in de finale van Holstein Kiel. 
Bremer BV 01 was een fusie tussen FC Elite Bremen en FC Roland Bremen. 

## Eindstand
| Plaats | Club                   | Wed. | W  | G | V  | Saldo | Ptn  |
| ------ | ---------------------- | ---- | -- | - | -- | ----- | ---- |
| 1.     | FV Werder Bremen       | 12   | 12 | 0 | 0  | 64:15 | 24:0 |
| 2.     | Bremer SC 1891         | 12   | 9  | 0 | 3  | 40:18 | 18:6 |
| 3.     | Bremer BV 01           | 10   | 8  | 0 | 4  | 25:23 | 16:8 |
| 4.     | FC Lloyd Bremen        | 10   | 4  | 0 | 6  | 15:29 | 8:12 |
| 5.     | FC Germania 01 Bremen  | 10   | 2  | 1 | 7  | 15:43 | 5:15 |
| 6.     | FV 1896 Komet Bremen   | 9    | 1  | 1 | 7  | 10:21 | 3:15 |
| 7.     | FC Britannia 01 Bremen | 11   | 1  | 0 | 10 | 11:31 | 2:22 |

|  | Kampioen |

## Play-off voor de Noord-Duitse eindronde
Heen
|  |                  |       |                   |        |
|  | FV Werder Bremen | 3 – 0 | SC 04 Geestemünde | Bremen |
|  |                  |       |                   | Bremen |

Terug
|  |                   |       |                  |             |
|  | SC 04 Geestemünde | 2 – 6 | FV Werder Bremen | Bremerhaven |
|  |                   |       |                  | Bremerhaven |